# Dove resto solo io
Dove resto solo io è un singolo della cantante italiana Laura Pausini, il terzo estratto dalla seconda raccolta 20 - The Greatest Hits e pubblicato il 24 gennaio 2014.
Dove resto solo io è stata inoltre inserita nella raccolta Radio Italia Summer Hits 2014.

## La canzone
La musica è stata composta da Laura Pausini, autrice del testo insieme a Virginio Simonelli. La canzone, che inizialmente doveva avere come titolo Altrove  parla della solitudine intesa come una bellezza romantica dell'isolarsi, con la propria famiglia. Al riguardo, la Pausini ha dichiarato: 
La canzone viene tradotta in lingua spagnola con il titolo Donde quedo solo yo, inserita nell'album 20 – Grandes Exitos, ma non viene estratta come singolo Spagna e in America Latina; l'adattamento spagnolo è di Jorge Ballesteros.
A settembre 2014, in occasione della partecipazione dell'artista in qualità di coach internazionale al talent show televisivo La voz... México (format The Voice) esce in Spagna e in America Latina una nuova edizione di 20 - Grandes Exitos contenente tre nuovi duetti inediti, tra cui Donde quedo solo yo con il cantante spagnolo Álex Ubago.
Ad ottobre 2014 la cantante ha registrato una versione in lingua catalana del brano intitolata Jo sempre hi seré per l'album El disc de la Marató 2014: Les malalties del cor, pubblicato in Spagna il 30 novembre dal galà di solidarietà Marató de TV3.

## Video musicale
Il videoclip è stato diretto dal regista Gaetano Morbioli e girato a Roma.
I primi 30 secondi del videoclip vengono trasmessi in anteprima il 23 gennaio 2014 sul TG5, mentre il videoclip completo è stato reso disponibile il giorno seguente sul canale YouTube della Warner Music Italy.

## Tracce
CD promozionale (Benelux)
1. Dove resto solo io – 3:38

## Classifiche
| Classifiche (2014)              | Posizione massima |
| ------------------------------- | ----------------- |
| Italia (airplay)                | 21                |
| Italia (airplay italiane)       | 5                 |
| Italia (airplay TV - passaggi)  | 8                 |
| Italia (airplay TV - punteggio) | 7                 |

## Donde quedo solo yo
Nel 2014 la versione spagnola di Dove resto solo io, Donde quedo solo yo, è stata nuovamente registrata in duetto con il cantante spagnolo Álex Ubago e pubblicata in una nuova edizione di 20 - Grandes Exitos per il mercato spagnolo e latino contenente tre nuovi duetti inediti.
Tale versione è stata estratta come terzo singolo il 19 agosto 2014 esclusivamente in Spagna.

### Video musicale
Il videoclip, diretto da Gaetano Morbioli e girato in estate 2014 in Italia, è stato reso disponibile sul canale YouTube della Warner Music Italy, in concomitanza con la pubblicazione del singolo.
Nel 2015 il videoclip di Donde quedo solo yo in duetto con Álex Ubago viene inserito nel DVD della versione 20 - Grandes Exitos - Spanish Deluxe pubblicata in Spagna.

### Tracce
1. Donde quedo solo yo (con Álex Ubago)

### Classifiche
| Classifica (2014) | Posizione massima |
| ----------------- | ----------------- |
| Cile              | 88                |